# Sexto Carminio Veto
Sexto Carminio Veto (en latín: Sextus Carminius Vetus) fue un senador romano del Alto Imperio que desarrolló su cursus honorum durante el siglo II bajo los emperadores de la Dinastía Antonina.

## Familia
De familia con tradición consular, era hijo de Sexto Carminio Veto, consul ordinarius de 116, bajo Trajano, nieto de Sexto Carminio Veto, cónsul suffectus en 83, bajo Domiciano, sobrino-nieto de Lucio Carminio Lusitánico, consul suffectus en 81, también bajo Domiciano, y biznieto de Lucio Calvencio Veto Carminio, consul suffectus en 51, bajo Claudio.

## Carrera política
La carrera de Carminio Veto nos es desconocida hasta alcanzar el honor de consul ordinarius del año 150, bajo el emperador Antonino Pío.